# ČSD T 426.0 sorozat
A ČSD T 426.0 sorozat (1988-tól: 715 sorozat) a volt Csehszlovák Államvasutak dízel-hidraulikus fogaskerekű mozdonya. Kifejezetten a Tanvald-Kořenov és a Podbrezová-Tisovec vonalakhoz szerezték be. Osztrák származásuk miatt a mozdonyok a Rakušanka ("osztrák") becenevet kapták.

## Története
A mozdonyokat 1961-ben a Bécs-floridsdorfi Simmering-Graz-Pauker szállította. Ugyanilyen konstrukciójú mozdonyokat a magyarországi ózdi vasgyár is beszerzett.
A 743 (korábban T 466.3) sorozat, a kifejezetten meredek vágányok üzemeltetésére felszerelt mozdonyok üzembe helyezésével a fogaskerekes üzemet az 1980-as évek végén fel lehetett hagyni, és a fogaskerekű mozdonyokat kivonták a forgalomból.
A T 426.001 és 003 pályaszámú mozdonyokat megőrizték, és különleges utazásokhoz használják őket Tanvaldban.